# 折瓣树萝卜
折瓣树萝卜（学名：Agapetes refracta）为杜鹃花科树萝卜属下的一个种。

## 扩展阅读
- 維基物種上的相關：折瓣树萝卜